# يانغ دونج-وون
يانغ دونج-وون (5 فبراير 1987 بكوريا الجنوبية - ) هو لاعب كرة قدم كوري جنوبي في مركز حراسة المرمى. لعب مع سوون سامسونغ بلووينغز ونادي سانغجو ‏ ونادي غانغوون ودايجون هانا سيتزن.

## وصلات خارجية
- يانغ دونج-وون على موقع دوري كوريا الجنوبية (الإنجليزية)
- يانغ دونج-وون على موقع قاعدة بيانات كرة القدم.إي يو (الإنجليزية)
- يانغ دونج-وون على موقع Soccerway.com (الإنجليزية)